# Pholidota nervosa
Pholidota nervosa är en orkidéart som först beskrevs av Carl Ludwig von Blume, och fick sitt nu gällande namn av Heinrich Gustav Reichenbach. Pholidota nervosa ingår i släktet Pholidota och familjen orkidéer. Inga underarter finns listade i Catalogue of Life.